# Brazilian Wrestling Federation
A Brazilian Wrestling Federation (BWF) é uma promoção de wrestling profissional brasileira, reconhecida nacionalmente como a maior do país.[carece de fontes?] A empresa foi responsável por reutilizar a marca "telecatch" em suas transmissões, uma alusão ao programa de mesmo nome dos anos 60 e 70.

## História
A BWF foi fundada em 2002 por Bob Júnior, com o intuito de resgatar o wrestling profissional no Brasil. A primeira realização de um combate televisivo foi feito em 2009, e no ano de 2012 o BWF Telecatch passou a ser exibido pela NET Cidade, no canal 20 da NET. Seu narrador é Renato Dias e o comentarista é JP Borges.
A Brazilian Wrestling Federation participou no programa Qual é o Seu Talento? do canal de televisão SBT em três ocasiões.
A BWF também foi noticiada através do programa de televisão Esporte Fantástico da Rede Record. A BWF participa anualmente da Virada Cultural, que acontece todos os anos na cidade de São Paulo.
Desde 2012 a BWF é um dos palcos do Torneio Sul-Americano de Luta Livre, sendo que no seu primeiro ano trouxe lutadores como Super Crazy e Zumbi.
Em 2019, a empresa fechou um acordo com a transmissora nacional Band com ajuda da SFT MMA para transmitir o BWF Telecatch em rede nacional.

## Títulos e Campeonatos
- Campeonato Brasileiro da BWF
- BWF Rei do Ringue
- Campeonato de Duplas da BWF
- Campeonato FITCH BWF
- Campeonato Internet
- BWF Maremoto
- Campeonato Sul-Americano da BWF
- BWF Sobrevivente
- Campeonato de Rookies da BWF

## Atuais campeões
A Brazilian Wrestling Federation mantém atualmente nove títulos.
| Campeonato/Título                                         | Atual(ais) campeão(ões)   | Data da vitória        | Dias com o título | Evento                                 | Notas |
| --------------------------------------------------------- | ------------------------- | ---------------------- | ----------------- | -------------------------------------- | --- |
| Campeonato FITCH BWF (Festival Internacional de Telecatch | Taylor Skinner            | Dezembro de 2023       | +470              | Festival Internacional de Telecatch    | Venceu o torneio pelo campeonato FITCH |
| Campeonato Brasileiro                                     | Victor Boer               | 31 de Agosto de 2024   | +221              | BWF Telecatch - Ginasio Mané Garrincha | Victor Boer conquistou o titulo após uma luta de escadas valendo o titulo de campeão brasileiro e o rei do ringue, ele removeu o titulo brasileiro ao subir na escada. |
| Campeonato Sul-Americano                                  | Toko “O Infernal”         | 10 de Setembro de 2022 | +942              | BWF Telecatch - Clube Atlético (Mooca) | Derrotou Acce na primeira Rodeio’s Match da história da Luta Livre Nacional.                                                                                           |
| Campeonato Rei do Ringue                                  | Acce                      | 31 de Agosto de 2024   | +221              | BWF Telecatch - Ginasio Mané Garrincha | Acce conquistou o titulo após uma luta de escadas valendo o titulo de campeão brasileiro e o rei do ringue, ele removeu o titulo de rei do ringue ao subir na escada.  |
| Campeonato de Duplas                                      | Christopher & Brian Racer | 08 de Junho de 2024    | +305              | BWF Telecatch - Clube Atlético (Mooca) | Derrotaram Raio Negro & Yan Karlor para conquistar o Título de Duplas                                                                                                  |
| Campeonato Sobrevivente                                   | Death Rider               | 22 de Junho de 2024    | +291              | BWF Telecatch - Ginasio Mané Garrincha | Derrotou Colossus atual campeão e Fred Turbo em uma luta tripla pelo titulo Sobrevivente.                                                                              |
| Campeonato Internet                                       | Raio Negro                | 20 de Outubro de 2024  | +171              | BWF Telecatch - Clube 7 de Setembro    | Derrotou Matths Alves pelo titulo da Internet |
| Campeonato BWF Rookies                                    | Sequela                   | 31 de Agosto de 2024   | +221              | BWF Telecatch - Ginasio Mané Garrincha | Derrotou Mahu em uma luta pelo titulo de Rookies |
| Campeonato Maremoto                                       | Adam Black                | 16 de Dezembro de 2023 | +470              | BWF Maremoto 2023                      | Conquistou o título vencendo uma batalha campal entre 21 lutadores. |